# Fózara
Fózara (oficialmente San Bartolomé de Fozara) es una parroquia española del municipio de Puenteareas, perteneciente a la provincia de Pontevedra, en la comunidad autónoma de Galicia.

## Toponimia
La parroquia puede aparecer referida con las grafías «Fózara» y «Fozara».

## Historia
Hacia mediados del siglo XIX, la parroquia, ya por entonces perteneciente a Puenteareas, tenía contabilizada una población de 340 habitantes. Aparece descrita en el octavo volumen del Diccionario geográfico-estadístico-histórico de España y sus posesiones de Ultramar de Pascual Madoz con las siguientes palabras:

FOZARA (San Bartolomé): felig. en la prov. de Pontevedra (4 leg.), part. jud. y ayunt. de Puenteáreas (1), dióc. de Tuy (4), sit. la mayor parte en llano, con libre ventilacion; clima templado y sano. Comprende los l. ó barrios de Borrajeiros, Gandara, Iglesia y Lomba, que reunen 80 casas. Hay escuela de primeras letras frecuentada por indeterminado número de niños, cuyos padres satisfacen al maestro la cantidad convenida. Para surtido del vecindario se hallan 6 á 8 fuentes de buenas aguas. La igl. parr. (San Bartolomé), está servida por un cura de entrada y de presentacion de D. Luis Blanco, y de la casa de Rosal. Al S. de la parr. hay una ermita dedicada á San Juan Bautista. Confina el térm. N. San Mateo de Touton; E. San Mamed de Vilar; S. Sta. Marina de Pias, y O. San Salvador de Padrones. El terreno en lo general es llano; tiene hácia el E. un monte poblado de robles y tojo. Por la parte del SE. cruza el r. Tea, cuyas aguas dan impulso á distintos molinos harineros, riego á varios trozos de labor y crian truchas y otros peces. Los caminos son locales, atravesando tambien una vereda que conduce á Paredes, Touton, Pazos, Borben y Amoedo: el correo se recibe de Puenteáreas. prod.: maiz, centeno, vino, castaña, maderas, frutas y pastos: mantiene ganado vacuno y algun cabrio: hay caza de perdices y conejos. pobl.: 72 vec., 340 alm. contr.: con su ayunt. (V.)
(Madoz, 1847, p. 154)

En 2023, tenía empadronados 318 habitantes.